# Гевгир
Гевгѝр е кухненски съд, представляващ голяма купа с дупки, служещ за отцеждане на храни. Думата произхожда от персийската Kevgir, която навлиза през турския език. Гевгирът може да бъде изработен от метал, пластмаса или керамика и най-често се използва при приготвяне на паста, ориз и варива. Може да има една или две дръжки успоредни една на друга.
- Метален гевгир
- Пластмасов гевгир
- Бял емайлиран гевгир

## Пастафарианство
При Пастафарианството, религиозно течение възникнало през 2005 г., вярващите носят гевгир на главата си. През 2013 г. чешкият гражданин Лукас Нови прави се снима с гевгир на главата за личната си карта. Чешките власти му позволяват, за да не се наруши закона за религиозното равенство.
- В Милано през 2012 г.
- В Милано през 2012 г.
- В Сиатъл през 2013 г.